# Federico Commandino

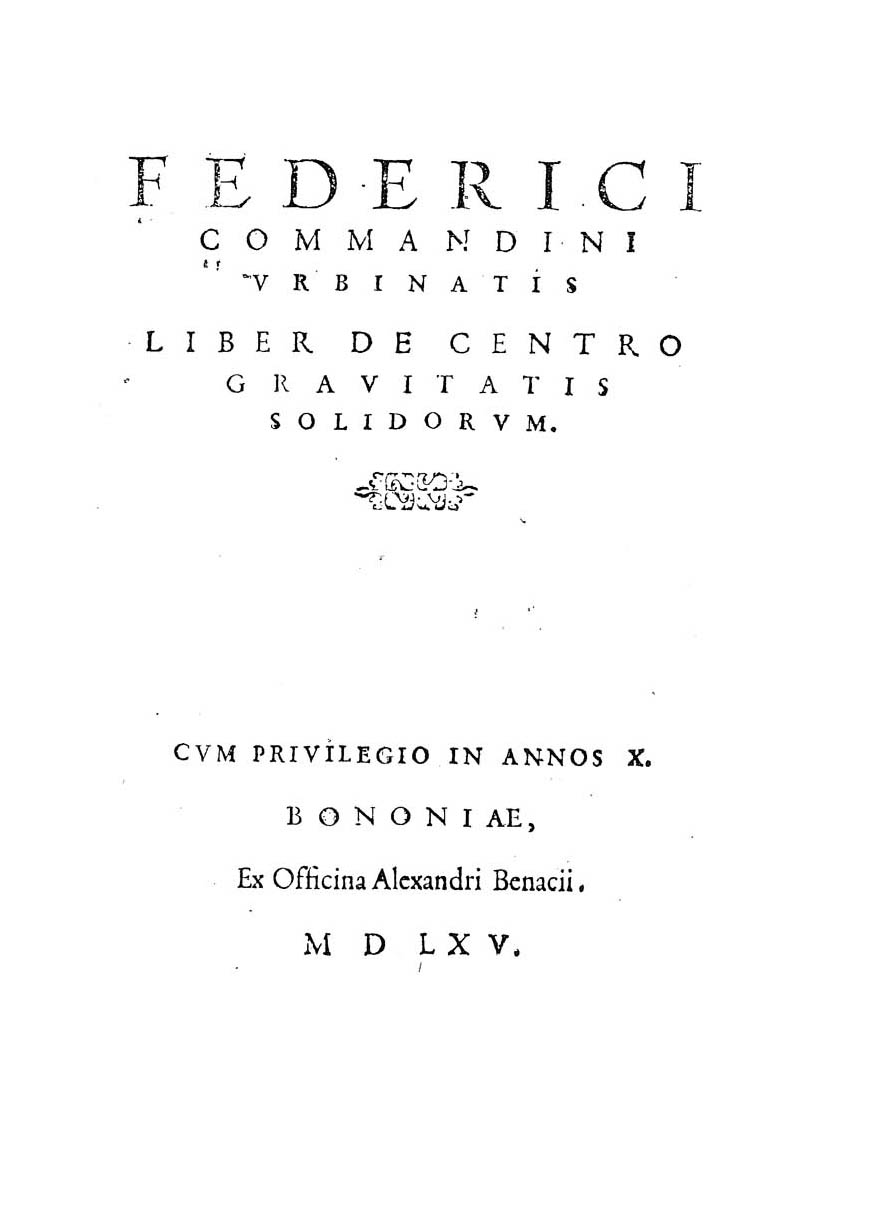
Liber de centro gravitatis solidorum, 1565

Federico Commandino, o Comandino, chiamato anche Frederico Commandino (Urbino, 16 giugno 1509 – Urbino, 5 settembre 1575), è stato un matematico, umanista e tipografo italiano, uno dei maggiori traduttori delle opere dei grandi matematici dell'antichità.

## Biografia
Nato a Urbino, studiò medicina a Padova e a Ferrara, dove ottenne la laurea. Suo grande merito per la storia della matematica è stata la sua vasta attività di traduttore in latino delle opere dei matematici dell'epoca greco-ellenistica. Si deve a lui una nuova traduzione di alcune opere di Archimede (1558, Archimedis Opera nonnulla), tra cui il Trattato dei corpi galleggianti. Tradusse inoltre l'opera di Aristarco da Samo (Su le grandezze e le distanze del Sole e della Luna), la Collezione matematica di Pappo di Alessandria (pubblicata postuma, nel 1588), Euclide (tradotto anche in italiano), i primi quattro libri delle Coniche di Apollonio, pubblicati nel 1566 insieme con il De sectione cylindri di Sereno di Antinoe e i commenti di Eutocio. Tradusse anche alcuni scritti di Tolomeo e di Erone di Alessandria. Curò, insieme a John Dee, la prima edizione a stampa del De superficierum divisionibus liber del matematico iracheno Muhammad al-Baghdadi.
Nel 1562 pubblicò un testo sugli orologi solari Horologiorum descriptio e nel 1565 il  Liber de centro gravitatis solidorum, che uscì insieme al suo rifacimento della traduzione latina di Guglielmo di Moerbeke  dei Galleggianti di Archimede: in essa Commandino cercava di fornire una dimostrazione della determinazione del centro di gravità del paraboloide di rotazione, risultato citato da Archimede (ma senza dimostrazione) nel secondo libro dei Galleggianti.
Fondò a Urbino una scuola matematica; fra i suoi allievi vanno ricordati Guidobaldo del Monte e Bernardino Baldi. Commandino fu inoltre in corrispondenza con Francesco Maurolico di Messina, uno dei matematici più creativi del suo tempo. Ha collaborato insieme a Francesco Barozzi.
Si ritiene che la sua opera di traduttore ed editore fu della massima importanza per la rinascita della matematica in Europa nel XVI secolo, per la possibilità per gli studiosi di accedere alle opere rimaste dei grandi matematici della cultura greco-ellenistica.
Fu anche fabbricatore di marionette. Il poeta Bernardino Baldi, suo amico, scrisse dopo il 1550:
"Oh!..come l'arte imitatrice ammiro
Onde, con modo inusitato e strano,
Muoversi il legno, e l'uom ne pende immoto!..."

## La Stamperia e le eredi Lorena e Olimpia
La tipografia allestita da Federico Commandino a Pesaro nel 1572 fu trasferita nell'abitazione di famiglia nel 1575, dopo l'ottenimento del permesso dal duca Francesco Maria II Della Rovere. Tuttavia, dopo pochissimo tempo Commandino morì, lasciando la gestione dell'attività alle figlie Lorrena e Olimpia (avute da Girolama Buonaventuri), coniugate rispettivamente con Girolamo Santucci e Valerio Spaccioli, il quale curò nel 1575 alcune edizioni postume del suocero.
Il corredo tipografico e iconografico, gestito fino al 1575 da Domenico Frisolino, andò dunque in carico alle due sorelle Commandino che affittarono la "domum, detta la stamparia cum omnibus instrumentis aptis ad imprimendum" al veneziano Battista Bartoli (1577) finanziato dal mercante urbinate Pierpaolo Lolli. L'anno successivo subentrò nella gestione Olivo Cesano che esercitò fino al 1584. Dal 1585 gestì invece l'attività Paolo Tartarino il quale diede alle stampe poche edizioni e nel luglio del 1586 fu imprigionato proprio per debiti contratti nei confronti delle sorelle Commandino. Tartarino non poté pertanto portare a termine la stampa del Tractatus de causis, un testo giuridico di Aurelio Corboli, la cui pubblicazione fu terminata dal tipografo Federico Donati. Benché alcuni affittuari fossero tipografi capaci, le gestioni che si susseguirono si rivelarono precarie e finanziariamente instabili. Diversa sorte ebbero invece i fratelli Bartolomeo e Simone Ragusi, che acquistarono la tipografia nel 1587 e ne migliorarono la resa economica, gestendo l'attività fino al 1617. In quell'anno Simone Ragusi cedette la conduzione (ma non la proprietà) al marito della figlia Margherita, Alessandro Corvini, che morì inaspettatamente sette anni dopo ancora in giovane età (24 anni). Margherita, giovane vedova, preferì non emulare le sorelle Commandino, vendendo la tipografia a Marcantonio Mazzantini che esercitò fino a fine secolo.
Non si hanno notizie in merito a edizioni curate in prima persona dalle due sorelle Commandino nonostante esse conservassero i diritti sulle opere paterne. Testimonianza di tale prerogativa si riscontra nel fatto che Francesco Maria II Della Rovere (del quale il Commandino fu precettore e medico) dovette ottenere il loro consenso per la pubblicazione delle Pappi Alex. Mathematicae Collectiones  di Pappo di Alessandria poiché i primi due volumi erano stati tradotti dal Commandino.

## Opere
- (LA) Liber de centro gravitatis solidorum, Bologna, Alessandro Benacci, 1565.